# Campeonato Neerlandés de Fútbol 1895-96
El Campeonato Neerlandés de Fútbol 1895/96 fue la octava edición del campeonato de fútbol de los Países Bajos. Siete equipos de las ciudades de Ámsterdam, La Haya, Haarlem, Róterdam y Wageningen participaron en la competición que más tarde se llamó Eerste Klasse Occidental. Pero desde el distrito occidental de fútbol de los Países Bajos fue el único en tener un campeonato hasta el momento, podría ser considerado como un campeonato nacional. Esta fue también la razón por la que Go Ahead Wageningen participó, como lo hizo más tarde en la división oriental. HVV Den Haag ganó el campeonato.

## Nuevos participantes
- Victoria Rotterdam regresó después de una temporada de ausencia.

## Tabla de posiciones
| Pos. | Equipo              | PJ | PG | PE | PP | GF | GC | Pts | DG  | Notas                                 |
| ---- | ------------------- | -- | -- | -- | -- | -- | -- | --- | --- | ------------------------------------- |
| 1    | HVV Den Haag        | 12 | 10 | 2  | 0  | 33 | 12 | 22  | +19 | -                                     |
| 2    | RAP                 | 12 | 8  | 1  | 3  | 52 | 11 | 17  | +41 | -                                     |
| 3    | Sparta Rotterdam    | 12 | 8  | 1  | 3  | 30 | 18 | 17  | +12 | -                                     |
| 4    | Victoria Rotterdam  | 12 | 4  | 0  | 8  | 20 | 35 | 8   | -15 | -                                     |
| 5    | Koninklijke HFC     | 12 | 3  | 2  | 7  | 18 | 42 | 8   | -26 | -                                     |
| 6    | Rapiditas Rotterdam | 12 | 3  | 1  | 8  | 27 | 35 | 7   | -8  | -                                     |
| 7    | Go Ahead Wageningen | 12 | 2  | 1  | 9  | 24 | 51 | 5   | -27 | No participa en la próxima temporada. |

PJ = Partidos jugados; PG = Partidos ganados; PE = Partidos empatados; PP = Partidos perdidos; GF = Goles a favor; GC = Goles en contra; Pts = Puntos; DG = Diferencia de goles
|                                 |
| Campeón HVV Den Haag 2.° título |